# 克列汗
克列（？—1470年，羅馬化：Kereı han），哈萨克汗国的创始人，1456年—1470年在位。他是白帐汗国可汗脱黑脱乞牙之孙，恩克·布剌德之子。再从兄弟是贾尼别克，为克列的叔祖父科里賈克之孙，八剌汗之子。他们因与乌兹别克汗国的阿布海儿不和，自别一部，后东察合台汗国分出蒙兀儿斯坦一部分地方给他们放牧，他们与当地哈萨克部落联合，成为哈萨克汗国。
克列雖與贾尼别克共為哈萨克汗国的大汗，但由克列掌握實權。1470年克列死後，贾尼别克成為唯一的大汗。1480年贾尼别克死后，继承汗位的是克列的儿子巴蘭杜黑，但1511年被贾尼别克之子哈斯木废黜，此后大部分哈萨克汗均出於贾尼别克嫡系。